# ضاحية الياسمين
ضاحية الياسمين أو ربوه عبدون تقع في منطقة عبدون جنوب غرب العاصمة عمان وتمتاز الضاحية برقي بنائها وحداثته، فيها مجموعة مدارس خاصة والبنوك التجارية والإسلامية، مصانع ومعارض تجارية ومحال عدة ومستشفى.
وقد قام الملك عبد الله الثاني (ملك الأردن) بافتتاح مسجد نابلس في 2014 في المنطقة، وشهدت الضاحية نمو سكني كبير في الآونة الأخيرة 2000-2006. يمتاز موقعها بالإستراتيجية حيث يربط بين غرب عمان بجنوبها وشرقها. وتبعد دقائق عدة عن شارع المطار، شارع الأمير راشد، شارع الحرية. وفيها مشروع إسكان المهندسين.